# هارولد والاس
هارولد والاس (انگلیسی: Harold Wallace؛ زادهٔ ۷ سپتامبر ۱۹۷۵) یک بازیکن فوتبال اهل کاستاریکا است.
وی همچنین در تیم ملی فوتبال کاستاریکا بازی کرده‌است.